# Municipio de Dover (condado de Pope)
El municipio de Dover (en inglés: Dover Township) es un municipio ubicado en el condado de Pope en el estado estadounidense de Arkansas. En el año 2010 tenía una población de 5704 habitantes y una densidad poblacional de 49,36 personas por km².

## Geografía
El municipio de Dover se encuentra ubicado en las coordenadas 35°23′5″N 93°7′16″O / 35.38472, -93.12111. Según la Oficina del Censo de los Estados Unidos, el municipio tiene una superficie total de 115.55 km², de la cual 114.63 km² corresponden a tierra firme y (0.79%) 0.91 km² es agua.

## Demografía
Según el censo de 2010, había 5704 personas residiendo en el municipio de Dover. La densidad de población era de 49,36 hab./km². De los 5704 habitantes, el municipio de Dover estaba compuesto por el 95.88% blancos, el 0.21% eran afroamericanos, el 1.14% eran amerindios, el 0.32% eran asiáticos, el 0.02% eran isleños del Pacífico, el 0.53% eran de otras razas y el 1.91% pertenecían a dos o más razas. Del total de la población el 2.4% eran hispanos o latinos de cualquier raza.